# Dennys Cuba Rivera
Dennys Mercurio Cuba Rivera (Quilcas, 31 de agosto de 1988) es un ingeniero eléctrico y político peruano. Es el actual presidente de la Asociación de Municipalidades del Perú para el periodo 2023 - 2026. Fue elegido como Alcalde provincial de Huancayo en las elecciones municipales del 2022. Además, fue alcalde de su natal distrito de Quilcas entre 2015 y 2018. 

## Biografía
Nació en el distrito de Quilcas, hijo de Mercurio Román Cuba Ponce y Luz Mery Rivera Ávila. Cursó sus estudios primarios en su localidad natal y los secundarios en la ciudad de Huancayo tanto en el Politécnico Regional del Centro como en el Colegio Convenio Andrés Bello. Entre el 2006 y el 2013 cursó estudios superiores de ingeniería eléctrica en la Universidad Nacional del Centro del Perú, logrando titularse en el 2019.

## Vida política
Su primera participación política se dio en las elecciones del 2014, en las que con 26 años fue elegido como alcalde del distrito de Quilcas por el Partido Humanista Peruano. En las elecciones congresales extraordinarias del 2020 postuló al Congreso de la República por el departamento de Junín en el partido Juntos por el Perú, logrando más de 20 mil votos, sin embargo, al no pasar la valla el partido Juntos por el Perú, no resultó elegido.
En las elecciones municipales del 2022 fue candidato del Movimiento Regional Sierra y Selva Contigo Junín a la alcaldía provincial de Huancayo resultando elegido con el 27.4% de los votos emitidos.
En el año 2023 ya como alcalde de Huancayo, luego de realizar una campaña por las provincias de la Macro Región Centro y Sur, logró ser elegido como Presidente de AMPE, con el voto de más de 300 alcaldes de las regiones de Junín, Pasco, Ayacucho, Huancavelica, Lima Provincias, entre otras.